# Convair R3Y
Die Convair R3Y Tradewind war ein amerikanisches Flugboot mit Turboprop-Antrieb von 1954, das zur Luftbetankung und als Truppentransporter verwendet wurde.

## Geschichte
Kurz nach dem Zweiten Weltkrieg erhielt Convair von der US Navy ein Anforderungsprofil für ein großes Flugboot mit Turboprop-Antrieb. Das Langstreckenflugboot sollte für Patrouillenflüge eingesetzt werden. Convair stellte sein Model 117 mit vier Allison-T40-Motoren mit sechsblättrigen gegenläufigen Propellern vor. Die US-Marine bestellte 1946 zwei Prototypen mit der Bezeichnung XP5Y-1. Der Erstflug erfolgte am 18. April 1950. Die P5Y konnte 3600 kg Bomben tragen und war mit fünf 20-mm-Zwillings-Kanonen bewaffnet. Einer der beiden Prototypen (BuNo 121455) stürzte am 15. Juli 1953 vor San Diego ab, die elfköpfige Besatzung konnte sich mit ihren Fallschirmen retten. Die Entwicklung der Aufklärungsvariante wurde daraufhin beendet, der verbliebene zweite Prototyp (der nie flog) wurde 1957 verschrottet.

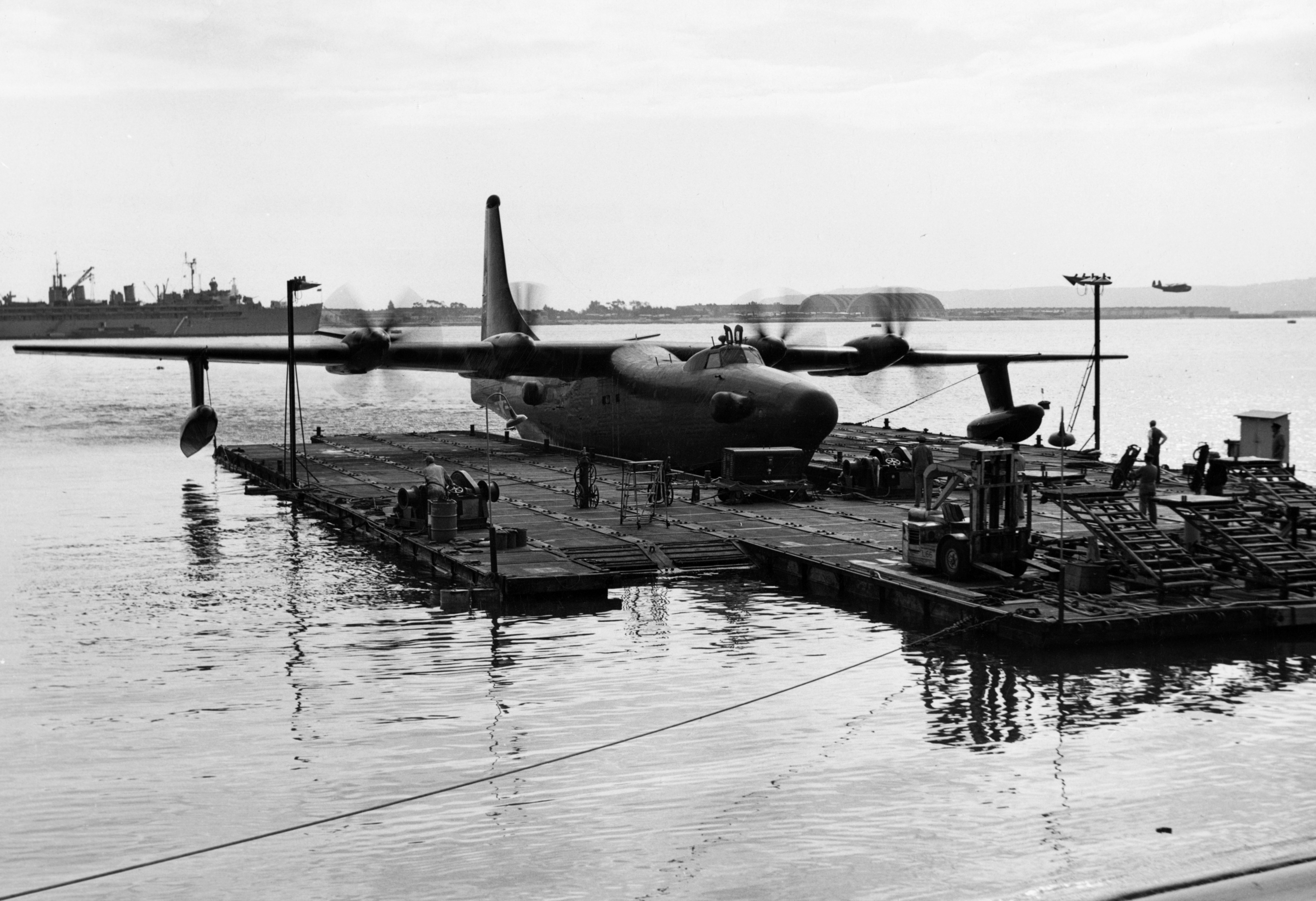
Die XP5Y-1 am Tag ihres Erstflugs, 1950

Bei den nächsten fünf Maschinen, die als Truppentransporter gebaut wurden, wurde die Bewaffnung weggelassen und der Rumpf auf 43,43 Meter verlängert. Sie wurden als R3Y-1 bezeichnet und das erste Exemplar flog am 25. Februar 1954.
Die letzten sechs Maschinen von Typ R3Y-2 erhielten eine aufklappbare Flugzeugnase und ein höheres Cockpit. Sie waren für schwere Transporte und für Landeoperationen von See aus vorgesehen. Der Erstflug erfolgte am 24. Februar 1955.

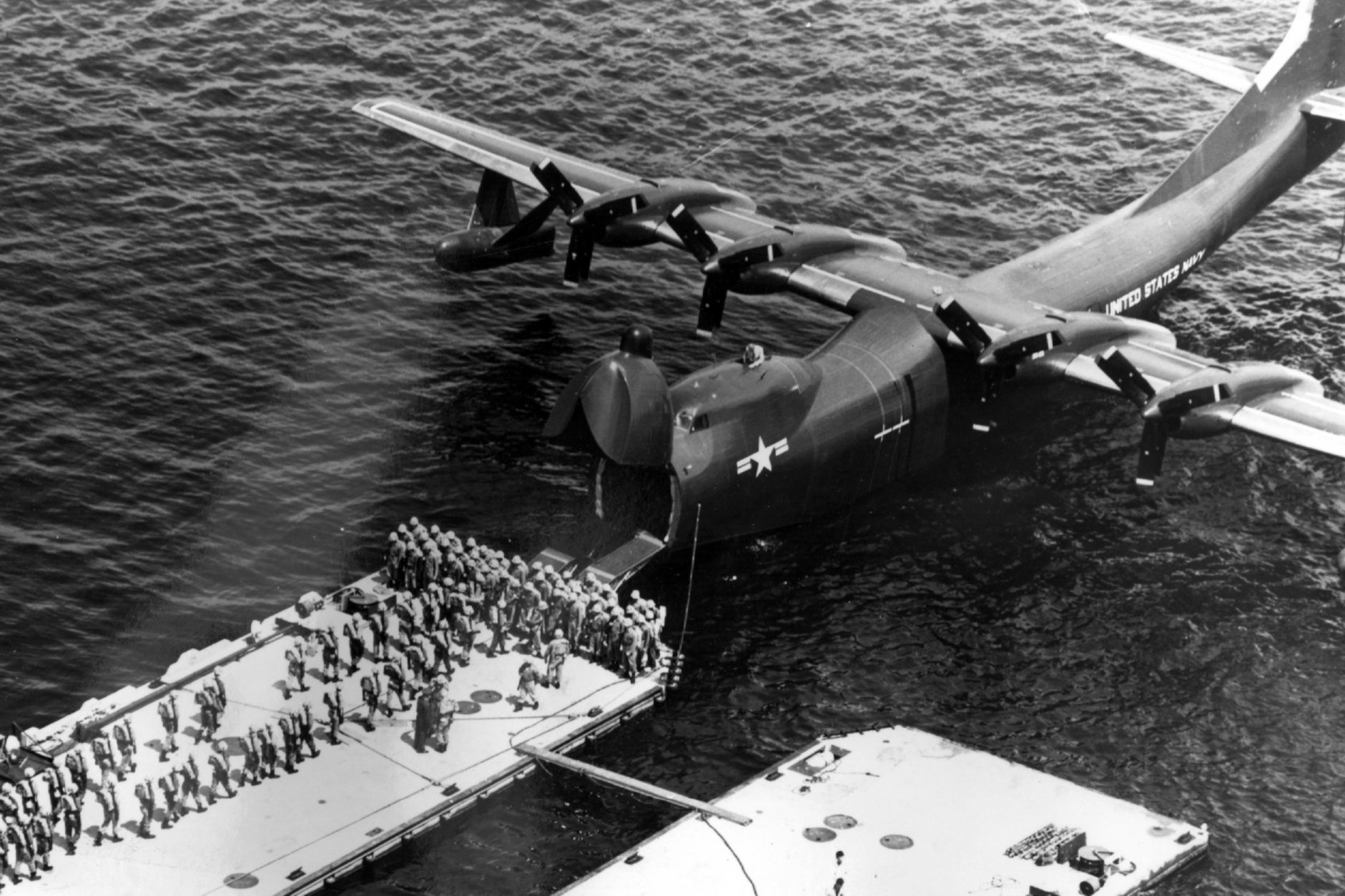
Beladung einer R3Y-2

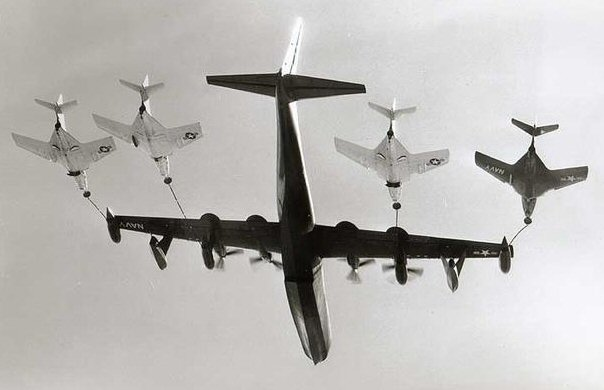
Eine R3Y-2 betankt 1956 vier F9F-8 Cougar

Die R3Y stellte als transkontinentales Wasserflugzeug 1954 mit 649 km/h einen neuen Geschwindigkeitsrekord auf. Es nutzte allerdings bei diesem Flug den Jetstream in großen Höhe aus. Die R3Y war das einzige Flugzeug der Welt, das vier Flugzeuge gleichzeitig betanken konnte. Heutige Tankflugzeuge können gleichzeitig maximal drei andere Flugzeuge betanken.
Insgesamt wurden 13 Maschinen gebaut. Der Unfall im Januar 1958 war schließlich Anlass genug, das Programm mit Datum 16. April 1958 zu beenden. Die verbliebenen Maschinen wurden 1959 verschrottet.

## Zwischenfälle
Nach dem Absturz von 1953 gingen noch zwei weitere Maschinen wegen der fehlerbehafteten Triebwerkanlage verloren. Glücklicherweise gab es bei keinem der drei Verluste Opfer zu beklagen:
- Am 10. Mai 1957 musste BuNo 128448 in der San Francisco Bay notlanden und sank dabei in flachem Wasser, wurde später aber gehoben und verschrottet.

- Am 24. Januar 1958 verlor BuNo 128446 auf einem Flug von Hawaii nach Alameda/Kalifornien einen Propeller. Das angeschlagene Flugzeug konnte zwar den Flug fortsetzen, wurde aber bei der Landung irreparabel beschädigt.

## Versionen
XP5Y-1
Prototyp eines Langstreckenaufklärers; zwei gebaut (BuNo 121455–121456).
R3Y-1
Transportflugboot, Beladung durch Seitentüren; fünf gebaut (BuNo 128445–128449).
R3Y-2
Transportflugboot mit kürzerem Bug, Beladung durch nach oben aufklappbaren Bug, später zu Tankflugzeugen umgebaut; sechs gebaut (BuNo 128450, 131720–131734).

## Produktion
Abnahme der Convair Tradewind durch die US Navy:
| Version | 1954 | 1955 | SUMME |
| ------- | ---- | ---- | ----- |
| R3Y-1   | 3    | 2    | 5     |
| R3Y-2   | 5    | 1    | 6     |
| SUMME   | 8    | 3    | 11    |

## Technische Daten

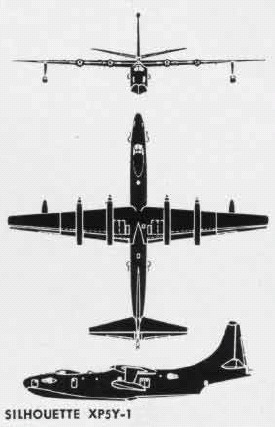
Dreiseitenriss der XP5Y-1

| Kenngröße             | Daten der R3Y-2 Tradewind                                   |
| --------------------- | ----------------------------------------------------------- |
| Besatzung             | 8 als Seeaufklärer 103 Soldaten als Transporter             |
| Länge                 | 42,26 m                                                     |
| Spannweite            | 44,42 m                                                     |
| Höhe                  | 15,68 m                                                     |
| Flügelfläche          | 195,3 m²                                                    |
| Flügelstreckung       | 10,1                                                        |
| Leermasse             | 32.579 kg                                                   |
| Startmasse            | 66.000 kg                                                   |
| Antrieb               | 4 × Turboproptriebwerk Allison T40 mit je 5100 PS (3800 kW) |
| Höchstgeschwindigkeit | 624 km/h                                                    |
| Dienstgipfelhöhe      | 12.100 m                                                    |
| Reichweite            | 4482 km                                                     |
| Bewaffnung            | –                                                           |